# Minuca
Minuca – rodzaj krabów z rodziny Ocypodidae.
Dorosłe z tego rodzaju osiągają około 10–30 mm szerokości karapaksu, który ma wąski region czołowy, dwa rowki tylno-boczne na powierzchni grzbietowej i długie krawędzie przednio-boczne, zakrzywiające się w grzbietowo-boczne. Oczy tych krabów mają zaokrąglone rogówki i osadzone są na smukłych słupkach ocznych. U samców szczypce są bardzo nierównej wielkości. Większe szczypce mają zewnętrzną powierzchnię propoditu gładką lub pokrytą niezbyt dużymi guzkami, a palec nieruchomy pozbawiony żeberka na brzusznej stronie. Pleon samca (odwłok) ma wszystkie segmenty wolno połączone i pozbawiony jest mechanizmu blokującego.
Kraby te występują wzdłuż wschodniopacyficznych i atlantyckich wybrzeży obu Ameryk.
Należy tu 17 opisanych gatunków:
- Minuca argillicola (Crane, 1941)
- Minuca brevifrons (Stimpson, 1860)
- Minuca burgersi (Holthuis, 1967)
- Minuca ecuadoriensis (Maccagno, 1928)
- Minuca galapagensis (Rathbun, 1902)
- Minuca herradurensis (Bott, 1954)
- Minuca longisignalis (Salmon et Atsaides,  1968)
- Minuca marguerita (Thurman, 1981)
- Minuca minax (LeConte, 1855)
- Minuca mordax (Smith, 1870)
- Minuca osa (Landstorfer et Schubart, 2010)
- Minuca pugnax (Smith, 1870)
- Minuca rapax (Smith, 1870)
- Minuca virens (Salmon et Atsaides, 1968)
- Minuca victoriana (von Hagen, 1987)
- Minuca vocator (Herbst, 1804)
- Minuca zacae (Crane, 1941)